# تکوویریمات
تکوویریمات (انگلیسی: Tecovirimat) که با نام تجاری Tpoxx فروخته می‌شود، یک داروی ضد ویروسی با فعالیت در برابر ویروس‌های ارتوپاکس مانند آبله و آبله میمون است. این دارو نخستین داروی ضد آبله تایید شده در ایالات متحده آمریکا است.
این دارو با جلوگیری از انتقال سلولی ویروس عمل می‌کند و در نتیجه از بیماری جلوگیری می‌کند. تکوویریمات در تست‌های آزمایشگاهی موثر بوده‌است. نشان داده شده‌است که از حیوانات در برابر آبله میمون و آبله خرگوش محافظت می‌کند و هیچ عارضه جانبی جدی در انسان ایجاد نمی‌کند. با این حال، تکوویریمات هرگز برای درمان انسان مبتلا به آبله به دلیل ریشه کنی این بیماری استفاده نشده‌است.

## مکانیسم عمل
تکوویریمات عملکرد یک پروتئین پوششی اصلی مورد نیاز برای تولید ویروس خارج سلولی را مهار می‌کند. این دارو از خروج ویروس از سلول عفونی جلوگیری می‌کند و مانع از انتشار ویروس در بدن می‌شود.